# Alexandre Kott
Alexandre Constantinovitch Kott, en russe : Александр Константинович Котт, est un réalisateur et un scénariste russe né le 22 février 1973 à Moscou, en Union soviétique.

## Biographie
Sorti diplômé de l'école d'éducation esthétique au théâtre Krasnaïa Presnia en 1990, il travailla comme photographe. Ses œuvres, pour 1993, furent présentées à plusieurs expositions organisées à Moscou dans la Galerie Pirogovka et au musée de l'Académie russe des arts du théâtre, RATI anciennement GITIS. En 1994, il entra au studio VGIK où il étudia sous la direction de Vladimir Khotinenko et à partir de l'automne 1997 il compléta avec succès sa formation en suivant la Classe de maître dirigée par Andrzej Wajda à Cracovie. Cette année-là fut publié son recueil de contes Histoires des frères Kott édité par la maison « Lorien » et il débuta au cinéma avec un court-métrage Le Photographe qui, sélectionné dans plus de 30 festivals internationaux, reçut moult récompenses. Toujours en 1997, commandé par Arte, il réalisa le court-métrage Voyage suivi par La corde en 1998.
En 2000, il obtint son diplôme du VGIK et il tourna L'épouvantail avec le soutien de la compagnie cinématographique ETS à Saint-Pétersbourg, court-métrage qui fut lui aussi sélectionné pour de nombreux festivals internationaux où il reçut une collection de récompenses. En 2001, il réalisa son premier long-métrage de 78 minutes Deux chauffeurs roulaient qui lui valut «l'étiquette» de meilleur réalisateur au festival Kinoshock. Il poursuivit sa carrière en travaillant pour la télévision : en 2002, 12 épisodes de 40 minutes pour Le cirque et un épisode sur les 75 de la série Kha, en 2003 un téléfilm de 46 minutes Difficultés particulières, en 2004 une autre série télévisée de 417 minutes Le convoi PQ-17 d'après le roman de Valentin Pikoul et en 2006, 306 minutes pour la série Petchorine, un héros de notre temps d'après Mikhaïl Lermontov.
Ensuite il se remit au cinéma en alternant longs et courts-métrages comme le montre la liste chronologique de ses réalisations. En 2010, il réalisa La Bataille de Brest-Litovsk dans la tradition du film de guerre soviétique qui fut très apprécié par les spectateurs et les critiques. Son épouse, Anna Tsoukanova âgée de 21 ans au moment du tournage y tint un rôle. La première eut lieu au Festival international du film de Moscou ; le film obtint huit nominations dont celle du meilleur film de l'année, celle de meilleur réalisateur mais le jury lui attribua le prix Nika du meilleur son et le prix Nika des meilleurs décors en 2011.
Il remporte le Grand Prix au festival Kinotavr 2014 avec son film Le Souffle (Испытание).
Actuellement le réalisateur travaille sur un téléfilm dont le sujet est les chasseurs de diamants qui sera diffusé sur Channel One.
Il remporte le prix du meilleur réalisateur au Festival international du film de Moscou 2018 pour le film Spitak.
Ce dernier film est présenté lors de la 16e semaine du nouveau cinéma russe en novembre 2018.

## Vie privée
Marié à Anna Tsukanova-Kott dont il a un fils, Mikhail, né en 2008.

## Filmographie

### Réalisateur

#### Longs métrages
- 2001 : Deux chauffeurs roulaient (Ехали два шофёра, Ekhali dva chofiora), long métrage de 78 min
  - Sélectionné pour le Festival international du film de Karlovy Vary en 2002
- 2008 : L'Embouteillage (Пробка, Probka)
- 2009 : Je vais vous montrer Moscou (téléfilm)
- 2010 : La Bataille de Brest-Litovsk (Брестская крепость, Brestskaya krepost), long-métrage de 158 min pour le DVD
- 2010 : L'Appeau (Подсадной, Podsadnoï)
- 2014 : Le Souffle (Испытание, Ispytanie) : Grand Prix du Kinotavr 2014
  - sélectionné pour le Festival du cinéma russe à Honfleur 2014 : Prix Spécial
- 2015 : Aperçu (ru) ou, titre alternatif, Amour aveugle (en russe : Слепая любовь)[3]
  - sélectionné pour le Festival du cinéma russe à Honfleur 2015 : Prix François Chalais du Meilleur scénario
- 2016 : Les Sapins de Noël 5 (Ёлки 5, Yolki 5)
- 2018 : Spitak (Спитак)
- 2018 : Les Derniers Sapins de Noël (Ёлки последние, Yolki posledniye)

#### Courts métrages
- 1997 : Le Photographe[4][réf. non conforme]
  - Présenté à la Cinéfondation lors du 51e Festival de Cannes, réalisation, scénario et dialogues en 1998
  - Sélectionné au 4e festival international du court-métrage de Lille du 19 au 27 mars 2004
  - Présenté au Festival Paris-Art-Moscou à l'espace Champs-Élysées en 2005
  - Présenté à Cannes du 16 au 27 mai 2012
- 1997 : Alionouchka, court métrage
- 1997 : Voyage, court métrage franco-russe de 7 min
- 1998 : La Corde, court métrage
- 2000 : L'Épouvantail, court métrage de 16 min
  - Sélectionné pour le festival international du film pour enfants de Chicago
  - Sélectionné pour le festival international du court-métrage d'Uppsala
  - Sélectionné pour le 23e festival international des écoles de cinéma à Poitiers du 13 au 19 mars 2000
  - Sélectionné pour le Festival de Cannes, pour la quinzaine des réalisateurs en 2000
  - Sélectionné pour le Festival international du film sur l'environnement de Goias du 14 au 19 juin 2011
  - Sélectionné pour le 34e Festival international du court-métrage de Clermont-Ferrand du 27 janvier 2012 au 4 février 2012
- 2002 : Petrovitch ne va pas attendre, un épisode de la série télévisée KhA
- 2003 : Le Géant[5][réf. non conforme]
  - Sélectionné en tant que court-métrage pour le festival du film « Message to man » à Cologne
  - Sélectionné pour la compétition du meilleur court-métrage par l'European film academy short film, UIP, en 2003
- 2003 : Difficultés particulières, téléfilm de 46 min
- 2006 : Princesse Mary, long métrage de 100 min
- 2007 : Le Poisson, court métrage de 15 min
  - Sélectionné pour le Festival du film de Cracovie
  - sélectionné pour le Festival international du film de Seattle
  - Sélectionné pour Aye Aye film festival à Nancy
  - Sélectionné pour le 10e festival international du court-métrage de Belo Horizonte

#### Série télévisée
- 2002 : Le Cirque, série télévisée de 480 min
- 2004 : Le convoi PQ-17, série télévisée de 417 min
- 2005 : Échange de sœurs, série télévisée
- 2006 : Petchorine, un héros de notre temps, série télévisée de 306 min
- 2017 : Trotsky[6]

### Scénariste
- 1997 : Voyage, court métrage franco-russe
- 1997 : Le Photographe
- 2000 : L'Épouvantail, court métrage
- 2001 : Deux chauffeurs roulaient
- 2003 : Le Géant
- 2007 : Le Poisson
- 2010 : La Bataille de Brest-Litovsk

## Distinctions
- 1997 : Prix du meilleur film à la compétition internationale des écoles de cinéma, SILECT, pour Le Photographe
- 1998 : Mention spéciale et prix du jury au festival international du documentaire et du court-métrage de Bilbao pour Le Photographe
- 1998 : Prix spécial du jury au Festival du film de Cracovie pour le court-métrage Le Photographe
- 1998 : Chevalier d'or au festival du cinéma des peuples slaves et orthodoxes à Moscou au meilleur film d'étudiant pour le court-métrage Le Photographe
- 1998 : Troisième prix au festival du cinéma étudiant et du premier film Sainte Anne à Moscou pour le court-métrage Le Photographe[7]
- 1998 : Premier prix au festival du cinéma est-européen à Cottbus pour le court-métrage Le Photographe
- 1999 : Prix Europa du jeune réalisateur au festival international du cinéma de Berlin pour Le Photographe
- 2000 : Grand prix du court-métrage, Kinderfest, au festival international du cinéma à Berlin pour L'épouvantail
- 2000 : Grand prix au festival international du cinéma de Montecatini Terme pour L'épouvantail
- 2000 : Grand prix au festival international du cinéma de la jeunesse à Kiev pour L'épouvantail
- 2000 : Grand prix au Festival Tous Courts d'Aix-en-Provence pour L'épouvantail
- 2000 : Chevalier d'or au festival du cinéma des peuples slaves et orthodoxes à Moscou pour L'épouvantail
- 2000 : Grand prix au festival international du court-métrage de Hambourg pour L'Épouvantail
- 2000 : Prix spécial au festival du cinéma étudiant et du premier film Sainte Anne à Moscou remis à Alexandre Kott pour L'épouvantail
- 2001 : Lion d'or au festival international du film d'étudiants à Taïwan pour Le Photographe
- 2001 : Prix de la meilleure réalisation au festival du cinéma, Kinoshock, de la CEI, Estonie, Lettonie et Lituanie à Anapa pour Deux chauffeurs roulaient
- 2007 : Grand prix au festival du cinéma, Kinoshock, de la CEI, Estonie, Lettonie et Lituanie à Anapa pour Le poisson
- 2008 : Prix spécial du jury au Festival international du court-métrage de Clermont-Ferrand pour Le poisson
- 2008 : Prix du meilleur court-métrage au festival du film Pacific Meridian à Vladivostok pour Le poisson
- 2010 : Prix du FSB, ex KGB pour le long métrage La Bataille de Brest-Litovsk
- 2014 : Grand Prix du Kinotavr 2014 et Prix Spécial au Festival du cinéma russe à Honfleur pour Le Souffle
- 2015 : Prix François Chalais du Meilleur scénario au Festival du cinéma russe à Honfleur pour Insight
- Festival international du film de Moscou 2018 : Prix du meilleur réalisateur pour Spitak.